# Ксав'є Ноель
Ксав'є Ноель (фр. Xavier Noël, 11 липня 1976, Пуент-а-Пітр) — французький боксер, призер чемпіонату Європи серед аматорів.

## Аматорська кар'єра
Ксав'є Ноель — семиразовий чемпіон Франції (2001, 2002, 2003, 2004, 2005, 2007 і 2008 років).
- На чемпіонаті світу 2001 програв у першому бою Батиру Джаксибаєву (Казахстан).
- На чемпіонаті Європи 2002 програв у другому бою Тимуру Гайдалову (Росія).
- На чемпіонаті світу 2003 програв у першому бою Шерзоду Хусанову (Узбекистан).
- На чемпіонаті Європи 2004 завоював срібну медаль і путівку на Олімпійські ігри 2004.
  - В 1/16 фіналу переміг Сергея Меліса (Естонія) — 31-9
  - В 1/8 фіналу переміг Вілмоса Балога (Угорщина) — 5-0
  - У чвертьфіналі переміг Дорела Сіміона (Румунія) — 45-28
  - У півфіналі переміг Роландаса Ясявичюса (Азербайджан) — RSCO 2
  - У фіналі програв Олегу Саїтову (Росія) — 22-41

На Олімпійських іграх 2004 переміг Андре Берто (США) — 36-34 і у 1/8 фіналу програв Віктору Полякову (Україна) — 25-32.
- На чемпіонаті світу 2005 програв у другому бою Андрію Баланову (Росія).
- На чемпіонаті світу 2007 програв у першому бою Бакиту Сарсекбаєву (Казахстан).
- На Кубку світу з боксу 2008 програв у першому бою Ділшоду Махмудову (Узбекистан).